# Luigi Vincenzo Cassitto
Padre Luigi Vincenzo Cassitto di Ravello dei conti di Ortenburg (Bonito, 31 dicembre 1766 – Napoli, 1º marzo 1822) è stato un teologo italiano.

## Vita
Figlio del giureconsulto Romualdo e di Maddalena Saveria Miletti, Luigi Vincenzo Maria Cassitto nacque a Bonito il 31 dicembre del 1766 da nobile famiglia comitale di origine germanica, ascritta al Patriziato di Ravello ed insignita dei titoli di conti di Ortenburg, principi di Klaiger, principi imperiali di Stiria, baroni di Saanecht.
Fratello dell'insigne economista Federico Cassitto, del letterato Giovanni Antonio Cassitto e dei patrioti Giulio, Salvatore e Francesco Paolo, fu come loro uomo di forte ingegno manifestato nei primi studi compiuti assieme ai germani presso il seminario di Ariano; successivamente, contravvenendo alla volontà del padre che avrebbe voluto fargli intraprendere la carriera giuridica, all'età di quindici anni compì il primo anno di noviziato nell'Ordine dei frati predicatori e, trasferitosi poi in altri conventi della provincia, si dedicò a studi filosofici, teologici, letterari ed archeologici.
Nel 1787 entrò nell'Ordine dei Domenicani in San Domenico Maggiore in Napoli, iniziò ad insegnare nel Noviziato di Napoli, e tenne la cattedra di Filosofia e Teologia presso i seminari di Carinola e Ariano fin quando venne richiamato nuovamente a Napoli come titolare della prima cattedra di Teologia della provincia istituita presso il convento di San Pietro Martire.
Nel 1793 divenne Maestro di Teologia e negli stessi anni fu anche Priore nella chiesa di San Domenico Maggiore.
Nei primi mesi del 1800 (dopo la breve parentesi della Repubblica Napoletana cui egli fu tenacemente avverso), Cassitto soggiornò a Roma, ove pubblico gli Acta sincera sancti Maximi mart. Cumani ex membranis antiquis dedicati al Cardinale Flangini, scritto che raccoglie antichissime opere di archeologia cristiana. Nella capitale, tra l'altro, predicò la quaresima nella chiesa di Santa Maria sopra Minerva, ed ebbe pertanto in dono personale da Papa Pio VII i corpi dei santi martiri Crescenzo e Benigno affinché fossero venerati nella cappella privata di famiglia dei Cassitto, ma Luigi Vincenzo, con atto del 1800, li donò rispettivamente alla Congrega della Buona Morte di Bonito e alla Congrega dell'Immacolata di Taurasi. La traslazione da Napoli – avvenne il 27 luglio 1800 «in pompa solenne».
Nel 1801 ottenne nell'Università di Napoli la cattedra di teologia, detta del testo di San Tommaso d'Aquino delle cui opere egli fu ammiratore anche in virtù del fatto che (Ladislao d'Aquino era parente dei Cassitto e nel 1525 visse a Bonito. Nell'anno successivo ricevette la nomina di revisore dei libri, con delega dall'autorità civile e da quella ecclesiastica, fu inoltre esaminatore sinodale ed esaminatore del clero regio ed urbano.
Nel 1804 pubblicò in Napoli i due volumi de La liturgia domenicana spiegata in tutte le sue parti, mentre quando il Regno di Napoli venne occupato nuovamente dai Francesi, la cattedra del testo di San Tommaso (1806) fu soppressa e pertanto al Cassitto venne affidata quella di Teologia dogmatica e morale evangelica nonostante egli in più occasioni fosse mostrato avverso al nuovo regime come quando nella chiesa della Trinità Maggiore pronunciò una veemente orazione intitolata I ladri civili poi rimasta inedita.
Nel 1810, a seguito della soppressione degli Ordini religiosi, Cassitto tornò allo stato secolare. Con decreto del 6 dicembre 1813 Murat lo insignì dell'ordine cavalleresco delle Due Sicilie, mentre nel 1814 – quale primo teologo e primo oratore sacro della nazione – venne convocato dai sovrani di Napoli per la predica del giovedì santo, rilevato dalla carrozza di Corte.
Riprese l'abito domenicano dopo la Restaurazione quando, in seguito al concordato del 1818, venne anche nominato delegato generale apostolico per la restaurazione dell'Ordine domenicano nel Regno su designazione del vicario generale dell'Ordine, Giuseppe Gaddi, e con il consenso del Pontefice.
In tale veste, in appena tre anni, riaprì venti conventi in Campania, Calabria, Abruzzo e Puglia, nonché quello di San Domenico Maggiore a Napoli, divenendone nuovamente priore (1820).
Maestro e decano del Collegio dei teologi, decano della facoltà di teologia dell'università di Napoli, consigliere dell'arcivescovo cardinale Luigi Ruffo, del cappellano maggiore del Regno mons. Gabriello Gravina, Padre Luigi Vincenzo Cassitto fu anche direttore di coscienza del principe e della principessa di Salerno catechista del convitto di donne nel monastero delle Salesiane di Napoli, teologo del Corpo Municipale, decano dell'Università e accademico Pontaniano.
Morì a Napoli il 1º marzo 1822. A Bonito un liceo è a lui intitolato.

## Opere
Padre Luigi Vincenzo Cassitto Lasciò numerose opere tra cui molti manoscritti rimasti nel convento di San Domenico Maggiore tra cui: Orazione panegirica in onore di San Bernardo, le Istituzioni Teologiche dommatiche in VII libri in cui raccolse le sue lezioni universitarie di teologia ed usate in molti seminari e scuole del Regno, l'Orazione Eucaristica per la remissione dell'Ordine domenicano nel Regno di Napoli, Orazione panegirica per la Traslazione del Corpo di S. Crescenzo martire a Bonito, due Sonetti sul Terzo Mistero Gaudioso del Rosario per un'Arciconfraternita eretta in S. Domenico Maggiore, ed il postumo Breve catechismo sulla verità e divinità della cristiana Religione ad uso delle nobili donzelle del monistero di San Marcellino in Napoli.
Ed ancora:
- Acta sincera Sancti Maximi Mart. Cumani ex membranis antiquis primus vulgarit et perpetuo commentario inlustravit F. Aloisius Vinc. Cassittus, Roma, ex off. Salomoniana, 1800
- Breve catechismo ragionato sulla verita e divinita della cristiana religione ; Cui segue un trattatino di Etica cristiana e una breve spiegazione della Santa Messa, opera postuma del P. M. F. Luigi Vincenzo Cassitto, Tip. di Monte Cassino, 1845
- Institutionum theologiae dogmaticae libris 7. quos in usum R. Neap. Universitatis disposuit Aloysius Vincentius Cassittus, ex typis Ioannis De Bonis ; prostant apud Lucam Marotta, 1814-1816
- Liturgia domenicana spiegata in tutte le sue parti da fr. Luigi Vincenzo Cassitto, Napoli presso Angelo Coda, 1804-1805
- Ne' funerali dell'eminentiss.mo e rev.mo cardinale Diego Inigo Caracciolo di Martina, vescovo di Palestrina : orazione del p. m. Luigi Vincenzo Cassitto, tip. della Soc. filomatica, 1820
- Ne' funerali di Monsignor Fr. Agostino Gervasio ...da recitarsi nella Chiesa di Sant'Agostino Maggiore.
- Omelie e panegirici in lode del beato Alfonso Maria de Liguori
- Oratio paraenetica pro studiorum instauratione habita 15. kal. febr. 1815 in Regia Universitate neapolitana ab Aloysio Vincentio Cassitto, Typis Ioannis de Bonis, 1815
- Oratio pro studiorum instauratione habita in Regio Neapolitano Athenaeo, Neapoli, A. Coda, 1803
- Orazione eucaristica recitata nella R. Chiesa di S. Domenico Maggiore nel di 18 gennaio 1820. Per la restituzione dell'Ordine Domenicano nella Sicilia di qua del faro dal R R.mo P.M. F. Luigi Vincenzo Cassitti, Napoli, nella tipografia della Società Filomatica, 1820
- Orazione ne' funerali del M.R.P.M. Fr. Cherubino Salerno : recitata nella real chiesa di S. Domenico maggiore in presenza de' professori della medesima università nel di 9 gennaio 1801 da Luigi Vincenzo Cassitto, Napoli, presso M. Morelli, imprim. 1801
- Orazione recitata dal p.m. Luigi Vincenzo Cassitto in occasione de'funerali del m.r.p.m. Vincenzo M.Zaretti nella chiesa di San Domenico Maggiore di Napoli il di 22 luglio 1810
- Osservazioni di fr. Luigi Vincenzo Cassitto sopra un antico insigne cammeo esprimente Maria Santissima
- Panegirica orazione per lo Beato Alfonso De Liguori, Napoli, G. De Bonis, 1817

Opere Inedite:
- Annali sinodici del Regno di Napoli
- Vite degli uomini illustri
- Archeologia sacra